# أركان شهاب أحمد
أركان شهاب أحمد كاظم الشيباني سياسي عراقي، ولد في بغداد عام 1977 درس في جامعة المستنصرية وحاصل على شهادة بكالوريوس هندسة شغل مناصب عديدة منها مدير عام الاتصالات المعلوماتيةتسلم منصب وزير الاتصالاتفي حكومة مصطفى الكاظمي.